# Sceptre Ouas
 (octobre 2010).
Si vous disposez d'ouvrages ou d'articles de référence ou si vous connaissez des sites web de qualité traitant du thème abordé ici, merci de compléter l'article en donnant les références utiles à sa vérifiabilité et en les liant à la section « Notes et références ».
| wAs |

| wAs |

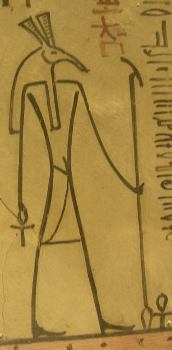
Le ouas représenté dans la tombe de Thoutmôsis III (KV34).

Ouas est le nom d'un sceptre royal dans l’Égypte antique. À l'origine, il s’agissait d’un bâton à l'extrémité inférieure fourchue, destiné à capturer les serpents pour extraire leur venin. Connu depuis l'époque archaïque, il est orné à son extrémité supérieure de la tête de Seth sous les traits d’un canidé stylisée. Il symbolise la puissance divine que les dieux transmettent à pharaon comme insigne de son pouvoir.